# Kłosów (Basse-Silésie)
Pour l’article homonyme, voir Kłosów (Poméranie-Occidentale).
Kłosów est une localité polonaise de la gmina de Wiązów, située dans le powiat de Strzelin en voïvodie de Basse-Silésie.